# Penitenciaría del Estado de Virginia Occidental
La Penitenciaría del Estado de Virginia Occidental es una prisión de estilo gótico localizada en Moundsville, Virginia Occidental. Hoy en día se le ha retirado su uso de prisión, funcionó desde 1876 hasta 1995. Actualmente, el sitio es usado como atracción turística e instalación de capacitación.

## Diseño
El diseño de la Penitenciaría del Estado de Virginia Occidental es similar a la instalación en la prisión estatal de 1858 en Joliet, Illinois, con su estructura de piedra gótica almenada, completada con torres y almenas, excepto que se reduce a la mitad del tamaño. Los diseños arquitectónicos originales se han perdido. Las dimensiones del patio de prisión en forma de paralelogramo son de 82½ pies de largo por 352½ pies de ancho. Las paredes de piedra tienen 5 pies (1.5 m) de espesor en la base, disminuyendo a 2½ pies en la parte superior, con cimientos de 5 pies (1.5 m) de profundidad. La sección de la torre central tiene 682 pies (208 m) de largo. Se encuentra en el lado oeste del complejo a lo largo de la Avenida Jefferson y se considera el frente, ya que es donde se encuentra la entrada principal. Las paredes aquí son de 24 pies (7,3 m) de alto y 6 pies (1,8 m) de ancho en la base, disminuyendo a 18 pulgadas (460 mm) hacia la parte superior.

## Historia

### Fundada
En 1863, Virginia Occidental se separó de Virginia en el apogeo de la guerra civil estadounidense. En consecuencia, el nuevo estado tenía escasez de varias instituciones públicas, incluidas las cárceles. Desde 1863 hasta 1866, el gobernador Arthur I. Boreman presionó a la Legislatura de Virginia Occidental para obtener una penitenciaría estatal, pero se le negó reiteradamente. Al principio, la Legislatura le ordenó que enviara a los presos a otras instituciones fuera del estado, y luego lo dirigieron a utilizar las cárceles existentes del condado, que resultaron ser inadecuadas. Después de que nueve reclusos escaparon en 1865, la prensa local se hizo cargo de la causa, y la Legislatura tomó las medidas correspondientes.  El 7 de febrero de 1866, la legislatura estatal aprobó la compra de tierras en Moundsville con el propósito de construir una prisión estatal.  Diez acres fueron compradas fuera de los límites de la ciudad de Moundsville por $ 3000.  Moundsville resultó ser un sitio atractivo, ya que está aproximadamente a doce millas al sur de Wheeling, Virginia Occidental, que en ese momento era la capital del estado.
El estado construyó una prisión temporal de madera próximo a ese verano. Esto dio tiempo para que los funcionarios de la prisión para evaluaran qué diseño de prisión debía usarse. Eligieron una versión modificada del diseño de la Penitenciaría del Norte de Illinois en Joliet. Su arquitectura de remembranza del gótico "exhib[ía], en la medida de lo posible, firmeza y ponía la mente en blanco indicativo de la miseria que le esperaba al infeliz que entrara dentro de sus muros".
El primer edificio construido en el sitio era la Puerta de Vagón Del norte . Fue hecho con arenisca sacada a mano, que fue extraída de un sitio de la localidad..  El estado utilizó mano de obra penitenciaria durante el proceso de construcción, y el trabajo continuó en esta primera fase hasta 1876.  Cuando se completó, el costo total fue de $ 363,061. Además de la Puerta de Vagón Del norte,  ahora había áreas de celdas norte y sur (ambas midiendo 300 pies por 52 pies). La sala sur tenía 224 celdas (7 pies por 4 pies), y la sala norte tenía una cocina, un comedor, un hospital y una capilla. Una torre de 4 pisos que conectaba los dos era el edificio de la administración (que media 75 por 75 pies).).  Incluía espacio para reclusas y viviendas para el alcalde y su familia.  La instalación se inauguró oficialmente en este año, y tenía una población carcelaria de 251 reclusos varones, incluidos algunos que habían ayudado a construir la prisión donde estaban encarcelados. Después de esta fase, se comenzó a trabajar en los talleres de la prisión y otras instalaciones secundarias.

### Operación
Además de la construcción, los reclusos tenían otros trabajos que hacer en apoyo a la prisión. A principios del siglo XX, algunas industrias dentro de la prisión incluían una carpintería, un taller de pintura, una tienda de vagones, un patio de piedra, una fábrica de ladrillos, un herrero, un sastre, una panadería y un hospital. Al mismo tiempo, los ingresos de la granja carcelaria y el trabajo de los reclusos ayudaron económicamente a la prisión. Fue virtualmente autosuficiente. Una mina de carbón ubicada a una milla de distancia se abrió en 1921. Esta mina ayudó a cubrir algunas de las necesidades de energía de la prisión y le ahorró al estado un estimado de $ 14000 anuales. A algunos reclusos se les permitió quedarse en el campamento de la mina bajo la supervisión de un capataz de la mina, que no era un empleado de la prisión.
Las condiciones en la prisión durante el cambio de siglo eran buenas, según el informe de un guardia, declaró que "tanto la cantidad como la calidad de todas las compras de materiales, alimentos y prendas de vestir han sido muy graduales, y constantes, mejoradas, mientras que la disciplina se ha perfeccionado y la exigencia del trabajo se ha hecho menos estricta." La educación era una prioridad para los reclusos durante este tiempo. Asistían regularmente a clase. La construcción de una escuela y una biblioteca se completó en 1900 para ayudar a reformar y educar a los reclusos.

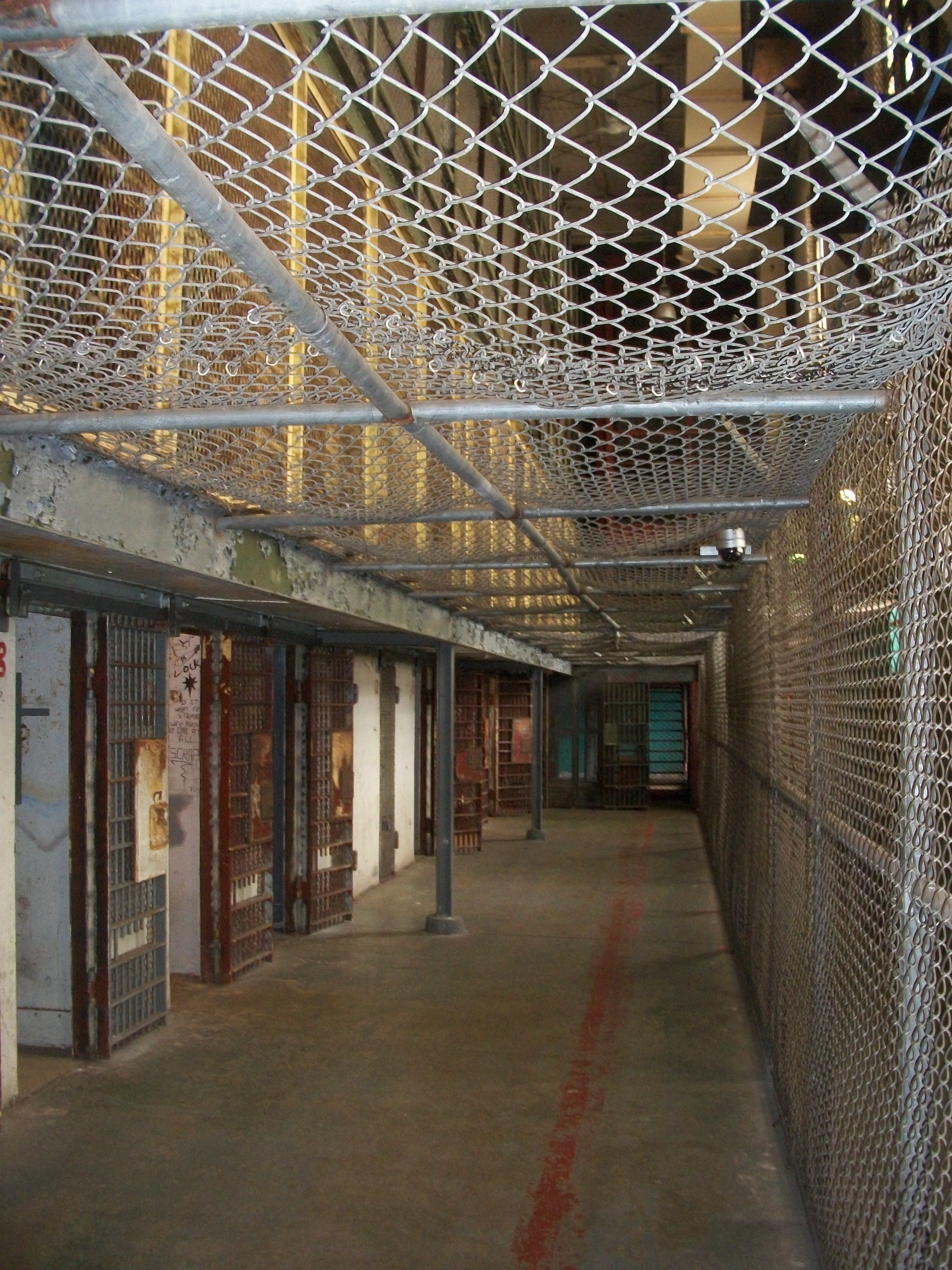
Celdas donde se encontraban los peores reclusos de la prisión.

Sin embargo, las condiciones en la prisión empeoraron a través de los años, y la instalación estaría clasificada en la lista como una de las 10 instalaciones correccionales más violentas del Departamento de Justicia de los Estados Unidos. Uno de los sitios más nefastos de la prisión, en donde se llevaban a cabo juegos de azar, peleas y violaciones, era una sala de recreación conocida como "la chocita de azúcar".
Un preso notable a principios del siglo XX fue el activista laboral Eugene V. Debs, que estuvo ahí desde el 13 de abril hasta al 14 de junio de 1919 (en ese momento fue transferido a una prisión de Atlanta) acusado de violar la Ley de Espionaje de 1917.
En 1929, el estado decidió duplicar el tamaño de la penitenciaría porque el hacinamiento se había convertido en un problema. Las celdas de 5 x 7 pies (2,1 m) eran demasiado pequeñas para tener a tres prisioneros a la vez, pero hasta su ampliación no hubo otra opción. Dos prisioneros dormían en literas, y el tercero dormía en un colchón en el piso. El estado usó el trabajo penitenciario de nuevo y completó una fase de la construcción para 1959. La construcción se había retrasado debido a una escasez de acero durante la Segunda Guerra Mundial.
En total, hubo treinta y seis homicidios en la prisión. Una de las más notables fue la matanza de R.D. Wall, recluso número 44670. El 8 de octubre de 1929, después de "regañar" a sus compañeros de prisión, fue atacado mientras se dirigía a la sala de calderas por tres presos con chuzos amellados.
En 1983, el convicto de asesinato múltiple Charles Manson solicitó ser transferido a esta prisión para estar más cerca de su familia. Su solicitud fue denegada.

### Rotura de la prisión en 1979
El miércoles 7 de noviembre de 1979, quince prisioneros escaparon de la prisión. Uno de ellos fue Ronald Turney Williams, que cumplía condena por matar al sargento David Lilly del Departamento de Policía de Beckley, el 12 de mayo de 1975. Se las arregló para robar el arma de servicio de un guardia durante la huida, y al llegar a las calles de Moundsville se encontró con el oficial de policía de veintitrés años de Virginia Occidental, fuera de servicio, Philip S. Kesner, que conducía más allá de la prisión junto a su esposa.
El oficial Kesner vio a los escapistas e intentó tomar medidas contra ellos. Los prisioneros lo sacaron de su automóvil y Williams le disparó. El oficial Kesner les devolvió el fuego a pesar de estar herido de gravedad.
Williams permaneció en libertad durante dieciocho meses, enviando notas burlonas a las autoridades, y estando en la lista de los diez más buscados por el FBI. Durante ese tiempo, asesinó a John Bunchek en Scottsdale, Arizona durante un robo y estuvo relacionado con crímenes en Colorado y Pensilvania. Después de un tiroteo a agentes federales en el Hotel George Washington de la ciudad de Nueva York en 1981, fue arrestado y regresó a Virginia Occidental para completar varias cadenas perpetuas. Arizona había pedido su extradición para su ejecución, pero a partir del 24 de septiembre de 2018 permanece bajo custodia en Virginia Occidental.
Para ese momento, el Sheriff del condado de Marshall, Robert Lightner, fue muy crítico acerca de las comunicaciones deficientes de la policía durante el receso. La oficina del alguacil y la policía local no aprendieron sobre la fuga de la policía estadal. La oyeron por primera vez a través del escáner policial. "Pasaron unos buenos veinte minutos antes de que supiéramos sobre la fuga. Si alguien nos hubiera notificado habría habido una gran oportunidad para que el departamento del alguacil y la policía de Moundsville hubieran estado en la escena mientras todos los prisioneros aún estaban en la cuadra". También criticó la persecuciones en cuatro estados mientras que los asesinos convictos David Morgan y Ronald T. Williams, junto con el violador convicto Harold Gowers, Jr., permanecían prófugos. "Las comunicaciones han sido muy malas. Creo que deberían mantener más informados a los agentes locales. No me explico lo que están haciendo, ni que han conseguido".

### Motín en 1986
El 1 de enero de 1986 fue la fecha de uno de los disturbios más bochornosos de su historia reciente. La Penitenciaría de Virginia Occidental estaba pasando por muchos cambios y problemas. La seguridad estaba muy frágil en todas sus áreas. Como era una prisión "contra", la mayoría de los cerrojos de las celdas se habían guardado y los reclusos deambulaban libremente por los pasillos. La mala plomería y los insectos causaron una rápida propagación de varias enfermedades. La prisión tenía más de 2000 hombres y el hacinamiento era un problema. Otra gran contribución a la causa del motín fue el hecho de que era un día feriado. Muchos de los oficiales estaban de permiso, y los prisioneros planearon realizar su levantamiento ese día específico.
Alrededor de las 5:30 p. m., veinte reclusos, conocidos como un grupo llamado Los Vengadores, irrumpieron en el comedor donde el Capitán Glassock y otros estaban de servicio. "En cuestión de segundos, él(el Capitán Glassock), otros cinco oficiales y un trabajador del servicio de alimentos fueron atacados y golpeados contra el piso. Los reclusos les pusieron cuchillos en la garganta y los esposaron con sus propias esposas".  Aunque tomaron varios rehenes durante el día, ninguno resultó gravemente herido. Sin embargo, en el transcurso de la agitación de dos días, tres reclusos fueron asesinados por varias causas. "Los presos que iniciaron el motín no estaban preparados para hacerse de él. Danny Lehman, el jefe de los Vengadores, rápidamente fue aceptado como el más idóneo para la tarea de negociar con las autoridades y presentar las demandas a los medios". Sin embargo, Lehman no era parte de los veinte hombres que comenzaron la revuelta. El gobernador Arch A. Moore, Jr. fue a la penitenciaría para hablar con los presos. Esta reunión estableció una nueva lista de reglas y estándares sobre los cuales se construiría la prisión. Los noticieros nacionales y locales cubrieron la noticia, así como también la reunión de los reclusos con el gobernador Moore.

### Desmantelamiento
Al final de su tiempo como prisión, la instalación estuvo marcada por muchos casos de motines y escapes. En la década de los sesenta del siglo veinte, la prisión alcanzó su máxima capacidad de 2000 reclusos. Con la construcción de más cárceles, ese número disminuyó de 600 - 700 reclusos en 1995. El destino de la prisión fue sellado en un fallo de 1986 por el Tribunal Supremo de Virginia Occidental que declaró que el confinamiento de las celdas de 5 x 7 pies (2,1 m) constituía un castigo cruel e inusual. En nueve años, el estado de Virginia Occidental fue declarado como no apto para prisión. La mayoría de los presos fueron transferidos al Complejo Correccional del Monte Olivo en el condado de Fayette, Virginia Occidental.  Una instalación correccional más pequeña se construyó a una milla de distancia en Moundsville para servir como una cárcel regional.

### Ejecuciones

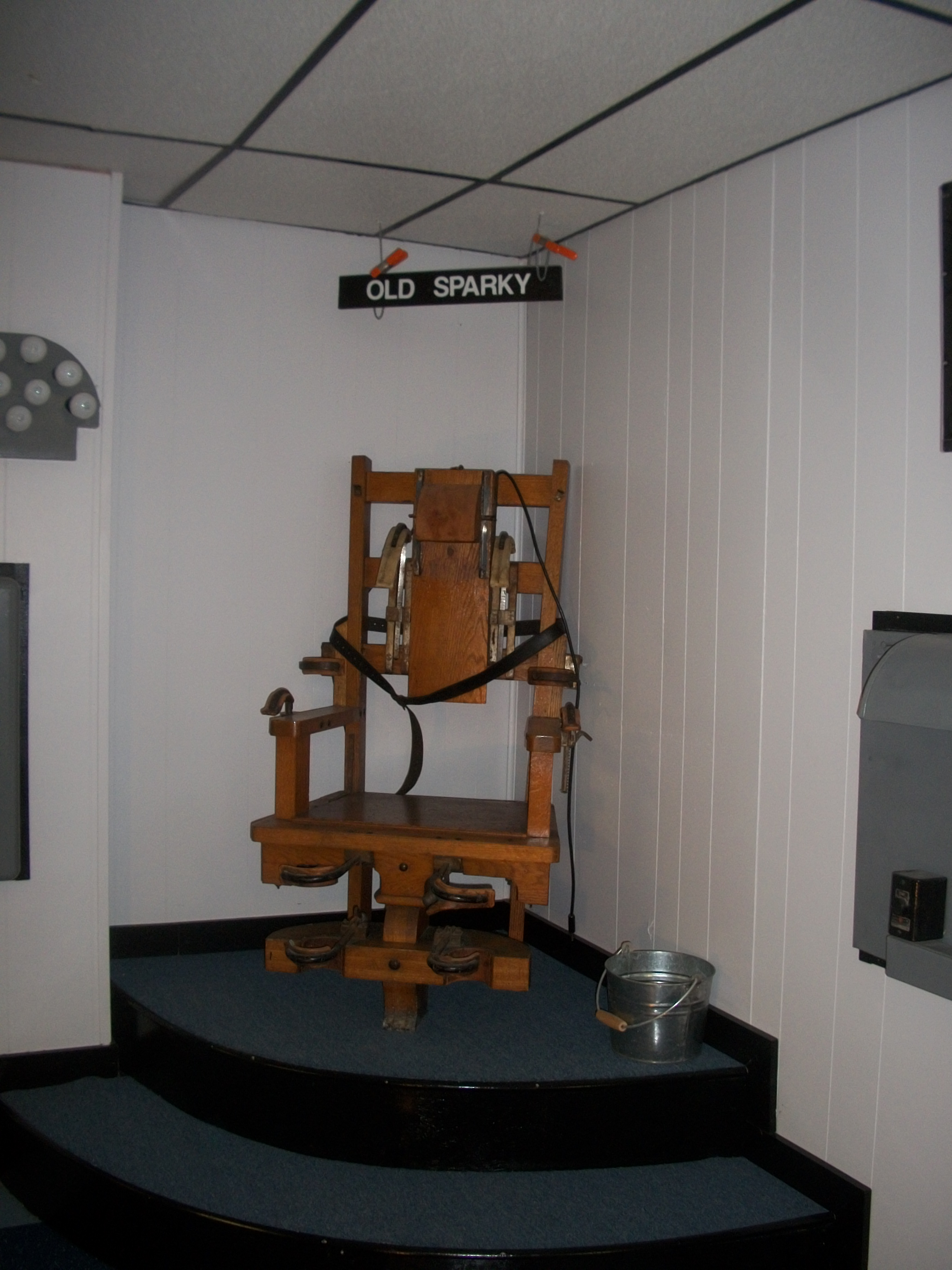
La original "Vieja Chispeante" en exhibición

De 1899 a 1959, noventa y cuatro hombres fueron ejecutados en la prisión. El ahorcamiento fue el método de ejecución hasta 1949, con ochenta y cinco hombres que pasaron por esa práctica. El público podía asistir a las ejecuciones, que fueron públicas hasta el 19 de junio de 1931. Durante esa fecha, Frank Hyer fue ejecutado por asesinar a su esposa. Cuando se abrió el soporte debajo de él y su peso completo se asentó en la soga, fue decapitado al instante. Después de ese suceso, la asistencia a las ejecuciones era solo por invitación. El último hombre ejecutado por ahorcamiento, Bud Peterson del condado de Logan, fue enterrado en el cementerio de la prisión ya que su familia se negó a reclamar su cuerpo.
A partir de 1951, la electrocución se convirtió en el medio de ejecución. La silla eléctrica, apodada "Vieja Chispeante", utilizada en la prisión fue originalmente construida por un preso de allí, Paul Glenn. Nueve hombres fueron electrocutados antes de que el estado prohibiera la pena de muerte por completo en 1965. La silla original está en exhibición en el centro y es incluida como parte del recorrido oficial.

## Formación
Después de que la prisión cerró sus puertas como institución estadal, el Consejo de Desarrollo Económico de Moundsville obtuvo un contrato de arrendamiento por 25 años en el complejo. La instalación se usa para entrenar a practicantes de la aplicación de la ley y practicantes correccionales con simulacros regulares de motines. Para ayudar a los equipos en la planificación y ejecución de escenarios, la Fundación del Consorcio de Alta Tecnología de Virginia Occidental encargó el Modelo 3D de la Penitenciaría de Virginia Occidental, un modelo 3D interactivo de la penitenciaría. Puso el software a disposición del público antes de realizar el Simulacro de Motín de la Prisión 2009. Algunos programas de capacitación previos para funcionarios encargados de hacer cumplir la ley que se llevaron a cabo allí, como el Centro Nacional de Corrección y Capacitación y Tecnología de la Policía, ahora están descontinuados.

## Turismo
Las visitas están disponibles para los turistas que desean ver la prisión. El Festival de la ciudad de Elizabeth se lleva a cabo cada mes de mayo para celebrar y recordar el histórico Moundsville. Una atracción embrujada llamada "Mazmorra del Terror" también está pautada para la temporada de Halloween. Grupos paranormales y guías de viaje entusiastas consideran que la prisión de Moundsville es una de las prisiones más embrujadas de los Estados Unidos, con historias de fantasmas que se originaron ya en la década de 1930. Las leyendas incluyen la prisión que ocupa el sitio de un cementerio nativo americano. Los informes incluyen a exguardias que vieron a presos fantasmas y un "hombre sombrío" vagando por las instalaciones, así como ruidos inexplicables, voces y lugares tenebrosos.

## Aparición en los medios de comunicación
La prisión se ha caracterizado en una gran variedad de libros, películas, programas de televisión, canciones y videojuegos.

### Novelas
El nativo de Moundsville Davis Grubb ha escrito un par de novelas con Moundsville como escenario, El Desfile de los Tontos (también conocido como El Hombre Dinamita de la Prisión de Gloria) y La Noche del Cazador. La penitenciaría se usó como una parte muy importante en cada trama.

### Filmografía
Estas obras de Grubb han sido adaptadas a grandes películas. La Noche del Cazador fue adaptada a una película de Charles Laughton y James Agee en 1955. Fue protagonizada por Robert Mitchum y Shelley Winters. El Desfile de los Tontos, protagonizada por James Stewart, Kurt Russell y George Kennedy, fue adaptada a una película en 1971.
Las escenas de la prisión de la película de 2013 Out of the Furnace se filmaron en el lugar donde ocurrieron en la penitenciaría.
La serie original de Hulu, El Castillo de Roca, basada en la obra de Stephen King, fue filmada allí. En la serie, la penitenciaría es Shawshank. La razón por la cual este sitio fue elegido para Shawshank en lugar del Reformatorio Estadal de Ohio en Mansfield, Ohio, donde se filmó la película La Redención de Shawshank, se debe al deseo del productor de hacer que la ciudad alrededor de Shawshank fuese más visible.